# 蓬田駅
蓬田駅（よもぎたえき）は、青森県東津軽郡蓬田村大字阿弥陀川字塩千（あみだがわあざしおほし）にある、東日本旅客鉄道（JR東日本）津軽線の駅である。

## 歴史
- 1951年（昭和26年）12月5日：日本国有鉄道（国鉄）の駅として開業[2][3]。
- 1958年（昭和33年）10月21日：小口扱を除く貨物の取り扱い廃止[3]。
- 1961年（昭和36年）10月：夜間無人化（青森 - 蟹田間夜間併合閉塞化に伴う）。
- 1968年（昭和43年）7月21日：貨物の取り扱いを完全廃止[3]。
- 1985年（昭和60年）3月14日：荷物の扱いを廃止[3]。
- 1987年（昭和62年）4月1日：国鉄分割民営化により、東日本旅客鉄道の駅となる[3]。
- 2001年（平成13年）12月：管理駅である蟹田駅からの駅員派遣廃止により、無人化。
- 2008年（平成20年）12月：新駅舎が竣工（待合室のみ）。
- 2019年（令和元年）6月1日：蟹田駅業務委託化に伴い、管理駅が青森駅に変更。
- 2024年（令和6年）10月1日：えきねっとQチケのサービスを開始[1][4]。

## 駅構造
青森方面に向かって左側にある単式ホーム1面1線のホームを有する地上駅である。かつては島式ホーム1面2線だったが、津軽海峡線開業時に構内有効長が短く、長編成の貨物列車に対応できなかったため棒線化され、郷沢駅寄りにホームを移転した。旧ホームは撤去されずに残されたままである。
駅舎は開業当時のものを使用していたが、2008年（平成20年）12月に待合室のみの新駅舎に建て替えられた。
津軽海峡線開業前は前述の通り交換駅だったため、タブレットの交換を行った。1961年（昭和36年）以降の夜間は駅員が不在となったため、青森 - 蟹田間で併合閉塞となり、この時間帯はタブレットの交換をしなかった。また、開業当初は駅長配置の直営駅だった。

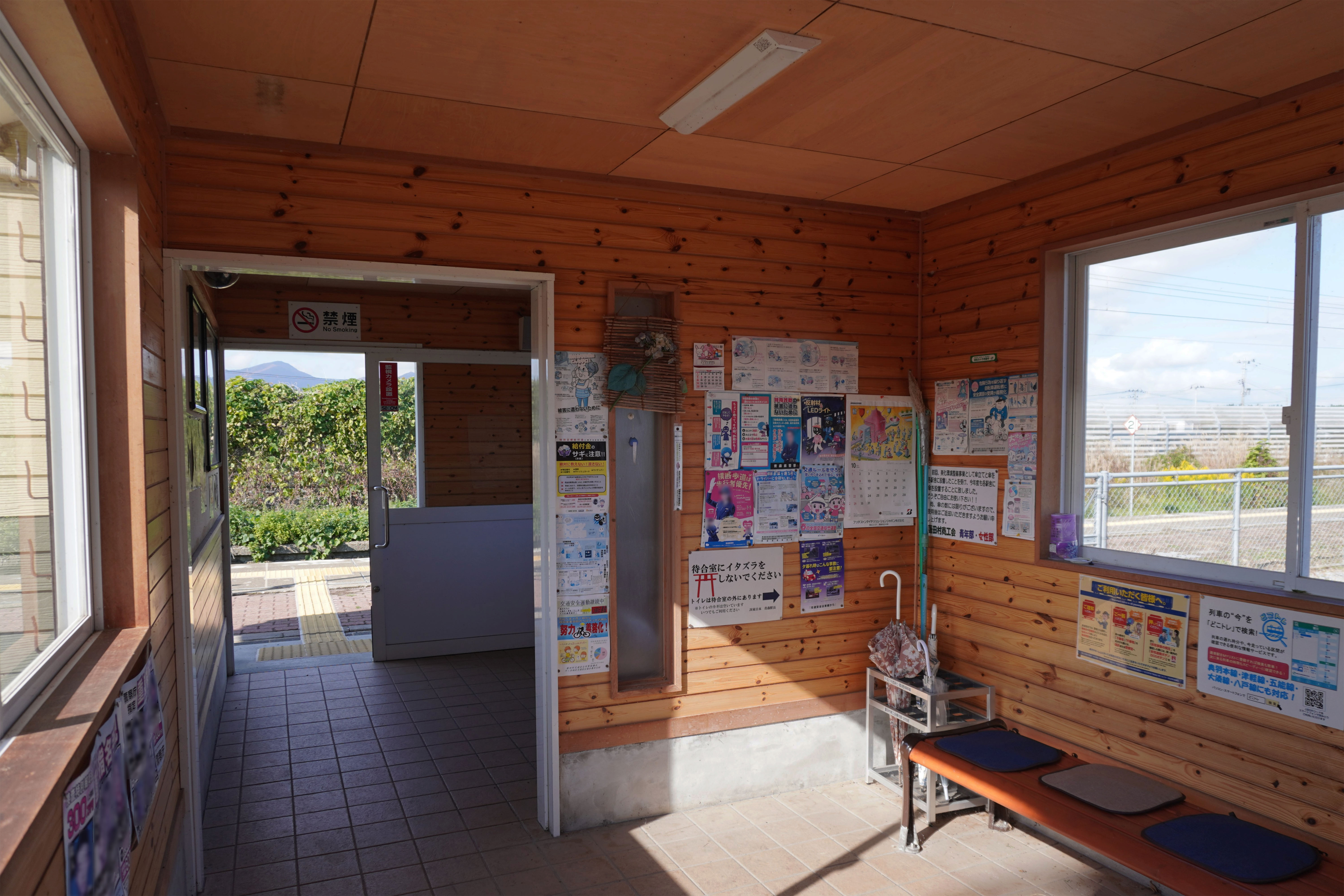
待合室（2023年10月）
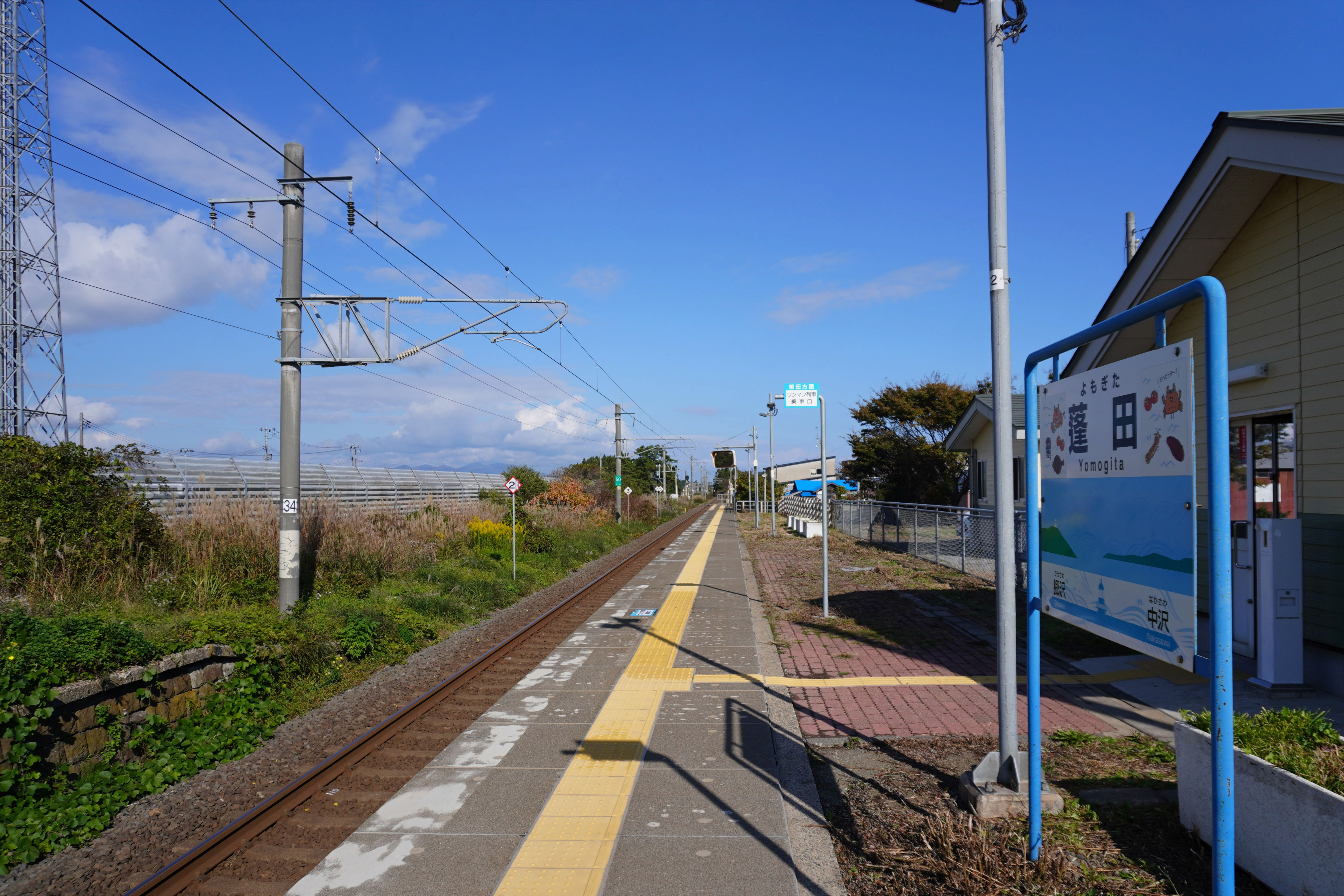
ホーム（2023年10月）

## 利用状況
2000年度（平成12年度）の1日平均乗車人員は99人であった。

## 駅周辺
- 国道280号
- 蓬田村役場
- 外ヶ浜警察署蓬田駐在所
- 陸奥蓬田郵便局
- 東つがる農業協同組合蓬田支店
- 蓬田村立蓬田小学校

## 隣の駅
東日本旅客鉄道（JR東日本）
■津軽線
中沢駅 - 蓬田駅 - 郷沢駅